# 森村開作

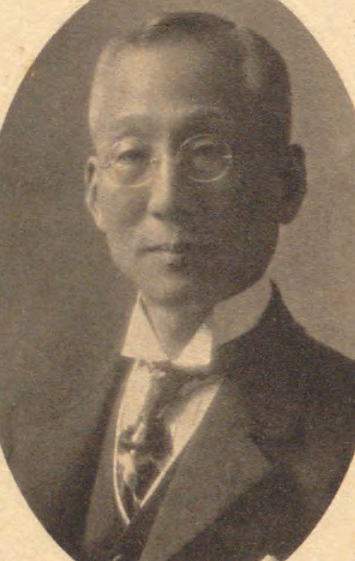
森村開作（7代目森村市左衛門）

7代目 森村 市左衛門（もりむら いちざえもん）こと森村 開作（もりむら かいさく、明治6年〈1873年〉12月16日 - 昭和37年〈1962年〉7月5日）は、大正から昭和期の日本の実業家。森村財閥を創設した6代目森村市左衛門の次男。全日本空輸社長などを務めた森村勇は従弟。

## 来歴
明治6年（1873年）12月16日に6代目森村市左衛門（以下6代目と略す）の次男として東京府に生まれた。この年は6代目が銀座にモリムラ・テーラー（後に森村組に再編）を開業した年である。慶應義塾幼稚舎を経て、明治25年（1892年）に慶應義塾を卒業した開作は、翌26年（1893年）にニューヨークのイーストマン・ビジネス・カレッジへ入学した。当時は森村財閥がすでにニューヨークに活動拠点（モリムラ・ブラザーズ、Morimura Bros., & Co.）を持ち、責任者は開作の叔父・森村豊（6代目の異母弟）であった。イーストマン・ビジネス・カレッジ卒業後の明治29年（1896年）にMorimura Bros.に入社した。
開作の生涯に大きな転機が訪れたのは明治32年（1899年）である。父が後継者としてきた長兄の明六が結核により27歳で夭逝し、財閥の礎石ともいうべき叔父も胃がんにより46歳で相次いでこの世を去った。後継者に指名された開作は帰国、明治35年（1902年）に取締役として匿名組合森村組に入った。明治42年（1909年）には、取締役総務部長兼リネン部長となっている。
大正6年（1917年）、森村産業の社長に就任。翌年には匿名組合森村組を株式会社・持株会社化し社長に就任、合名会社森村銀行の頭取にも就任している。これに先立ち、財閥の主要会社日本陶器から東洋陶器や日本碍子などを分社させている。
大正8年（1919年）9月11日、父の死去に伴い名実ともに森村財閥の経営を引き継ぎ、翌月男爵位を賜った（父から継承した実業他社については#役職を参照）。昭和3年（1928年）には市左右衛門（7代目）を襲名した。
大正13年（1924年）、合名会社森村銀行を株式会社化し、三菱銀行（現三菱UFJ銀行）傘下に入った。昭和金融恐慌に端を発した大蔵省の銀行合同政策により、昭和4年（1929年）に森村銀行は三菱銀行と合併し、開作は監査役となっている。昭和16年（1941年）に始まった太平洋戦争により日本陶器の陶磁器製品は、生産輸出が大幅な減少を余儀なくされていった。またニューヨークのMorimura Bros.は資産凍結の憂き目をみて、閉鎖に追い込まれた。開作は電話で同社取締役ニューヨーク支店長であった水野智彦に対し、英語で「I trust you!」と最大の讃辞と慰労の言葉を贈った。日本国内では、財閥の製造会社である日本陶器、東洋陶器、日本碍子、日本特殊陶業、共立原料などが軒並み軍需工場に指定され、過度の増産を余儀なくされていった。これに対し開作は男爵位を賭して抗したという。1945年、森村組社長を辞し相談役に退いた。
1947年1月、GHQによる公職追放令により開作は一切の公職を失った。公職追放の理由として、横浜正金銀行取締役であったこと、戦時中の日本医療団理事であったことが戦争協力者と見なされたためである。公職追放令は1950年10月に解除されたが、77歳となっていた開作は元職には復帰しなかった。
この後は、教育・研究や国際交流などに貢献した。開作のフィランソロピーについては#フィランソロピーを参照のこと。1962年（昭和37年）7月5日9時30分、自宅で老衰のため永眠した。享年90(満88歳没)。

### 森村組の後継問題
匿名組合森村組そして森村財閥の隆盛は、六代目を中心に大倉孫兵衛や広瀬実栄、村井保固などの重鎮が私を捨て国家隆盛のために汗を流した結実であり、一人の実績でないことを六代目自身が十二分に承知するところであった。1909年、老年となった六代目は森村組の後継者は森村家からではなく、重鎮らの話し合いで決定するよう提案した。重鎮たちは意外にも「森村家から後継者を出すべき」と反対した。六代目はこの意見を呑み、森村家嗣子の開作が将来森村組を継承することに決まったという。

### 年表
- 1873年 - 誕生。
- 1892年 - 慶應義塾を卒業。
- 1893年 - 渡米、イーストマン・ビジネス・カレッジに留学。
- 1896年 - Morimura Bros., & Co.に入社。
- 1899年 - 長兄明六が死去し、森村家嗣子となる。
- 1902年 - 帰国、匿名組合森村組に入社。
- 1915年 - 従五位に叙せられる。
- 1917年 - 森村産業社長。
- 1918年 - 匿名組合森村組を株式会社森村組に改組し社長に就任。森村銀行頭取に就任。
- 1919年 - 六代目逝去、男爵位を受爵。
- 1928年 - 七代目森村市左右衛門を襲名。
- 1930年 - 従四位に叙せられる。
- 1938年 - 正四位に叙せられる。
- 1945年 - 森村組社長を辞す。
- 1947年 - 公職追放。
- 1962年 - 死去、勲二等瑞宝章を授与される。

### 役職
森村財閥以外の実業面で歴任した役職を挙げておく。
- 明治精糖監査役 - 1912年～1947年
- 南亜公司社長 - 1916年～1929年
- 東京護謨工業社長 - 1917年～1931年
- 横浜正金銀行取締役 - 1919年～1944年
- 第一生命保険取締役 - 1920年～1946年
- 富士瓦斯紡績会長 - 1924年～1930年
- 三菱信託銀行取締役 - 1927年～1929年
- 三菱銀行監査役 - 1929年～1947年
- 東京芝浦電気取締役 - 1935年～1945年
- 三井信託銀行取締役
- 扶桑海上保険取締役
- 横浜生糸取締役 - ニューヨーク時代の恩人の一人である新井領一郎が起業した会社。

## 家族
井上勝の長女卯女子と結婚、2女を儲けた。
- 松（1903年 - 1983年） - 松方正義の12男義行と結婚[16]
- 由宇（? - ?） - 広幡忠良と結婚[16]
- 義行（1896年 - 1970年） - 婿養子、松の夫[16]

## フィランソロピー
森村組精神の一つに社会貢献事業がある。日米貿易で得た利潤を還元しようというもので、その事業の中心は1901年に設立された森村豊明会であった。豊明は早逝した森村豊及び明六の名から採られたものである。現在、日本女子大学附属豊明小学校などにその名残を残している。
開作は1915年から長年にわたり、豊明会の理事や会長として活動した。豪放磊落で一代で財閥を築いた六代目と異なり、開作は実業面においては地味でどちからというと事業を守った人という評価があるが、昭和初期の大不況や第二次世界大戦による混乱期を乗り切り、大正期以降の近代文化向上に果たした役割は大きい。

### 教育研究
六代目が逝去した1919年（大正8年）9月に開作は南高輪幼稚園および南高輪小学校の校長に就任した。現在の学校法人森村学園の前身校である。1930年（昭和5年）には、当時の最高設備を擁する鉄筋コンクリート3階建ての新校舎を完工させた。1941年に国民学校令が公布され私立小学校は危機に瀕したが、開作は森村高等女学校を設立し小学校をその附属初等学校化することでピンチを逃れた。同年に森村学園を財団法人化している。
1947年3月の学制改革に伴い、校名を森村学園幼稚園・同小学部・同中学部・同高等部とした。翌月、開作は学園長を辞している。校長在職時代の開作は幼稚園児から「カムカムおじいさん」と慕われたという。
開作は森村学園以外の教育研究機関の役職も多数歴任している。下記に主な役職を挙げる。
- 日本女子大学評議員 - 1919年～
- 慶應義塾大学評議員、理事 - 1921年～
- 早稲田大学校賓 - 1923年～
- 東京家庭学校理事 - 1927年～1947年
- 東京女学館評議員 - 1931年～1947年
- 津田英学塾
- 高千穂商業
- 共立女子学園
- 国際基督教大学
- 森村豊明会会長、理事 - 1915年～
- がん研究会監事 - 1918年～
- 交詢社常議員、理事 - 1918年～
- 日米協会理事、評議員 - 1925年～
- 社会教育協会評議員 - 1932年～
- 母子愛育会理事 - 1934年～
- 結核予防会評議員 - 1939年～

これら教育研究機関で資金が必要な際には自ら多額の寄付を行い、また率先して募金活動に出向いたという。

### ゴルフ
ニューヨーク在留中に開作は新井領一郎らにゴルフの手ほどきを受けた。帰国後日本国内にはじめてゴルフを紹介した人物とされる。
1913年に井上準之助が日本人向けのゴルフクラブ創設を提唱するや否や、開作は発起人に名を連ね出資者を探すなど井上を助け東京ゴルフ倶楽部駒沢コース設立にこぎつけた。1932年に東京ゴルフ倶楽部が駒沢から朝霞に移設した際には、移設費120万円（現在の貨幣価値換算で約60億円）の大半を開作の個人資産で賄ったという。
イギリスで「紳士のスポーツ」とされたゴルフを、日本国内でいかに発展させていくかを開作は見据えていた。すなわち「プロゴルファーの強化を図り、パブリックコースが増え、一般大衆がプレーするようになることだ」と述べている。1929年には宮本留吉と安田幸吉を初めて海外遠征させ、1931年にも宮本・安田に加えて浅見緑蔵の三人をアメリカ遠征させている。またアメリカのトッププロであるウォルター・ヘーゲンなどを日本に招聘した。これは「外国のトッププロゴルファーのプレイを見て覚えることが、日本のプロ強化に繋がる」との信念による。
開作自身はワンラウンド100ストローク前後の腕であったという。蒲柳の質であったがゴルフを散歩がわりとし、健康を維持していた。日本ゴルフ協会の会長職はその設立以来空席であったが、開作は1934年から1939年まで初代会長を務め、昭和天皇にゴルフクラブ一式を献上している。
2001年、日本ゴルフ協会は「日本のゴルフ史に名を残す53人」の一人として開作を顕彰している。